# Csongor Lehmann
Csongor Lehmann (Budapest, 2 de abril de 1999) es un deportista húngaro que compite en triatlón. Ganó una medalla de oro en el Campeonato Europeo de Triatlón de 2024, en la prueba individual.

## Palmarés internacional
| Campeonato Europeo | Campeonato Europeo | Campeonato Europeo | Campeonato Europeo |
| Año                | Lugar              | Medalla            | Prueba             |
| ------------------ | ------------------ | ------------------ | ------------------ |
| 2024               | Vichy (Francia)    | Medalla de oro     | Individual         |